# Monopis burmanni
Monopis burmanni är en fjärilsart som beskrevs av Petersen 1979. Monopis burmanni ingår i släktet Monopis och familjen äkta malar.
Artens utbredningsområde är Österrike. Inga underarter finns listade i Catalogue of Life.

## Bildgalleri

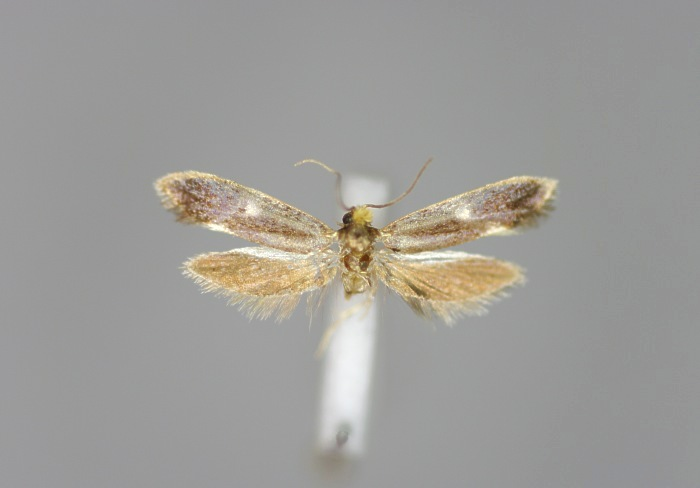